# لوکاس آمان
لوکاس آمان (آلمانی: Lukas Ammann; ۲۹ سپتامبر ۱۹۱۲ – ۳ مهٔ ۲۰۱۷) بازیگر اهل سوئیس بود.
از فیلم‌ها یا برنامه‌های تلویزیونی که وی در آن نقش داشته است می‌توان به شیطان در شب آمد اشاره کرد.